# جوانا باول
جوانا باول (بالإنجليزية: Joanna Paul)‏ هي رسامة نيوزيلندية، ولدت في 14 ديسمبر 1945 في هاميلتون في نيوزيلندا، وتوفيت في 29 مايو 2003 في روتوروا في نيوزيلندا.